# 不動ガ嶽城
不動ガ嶽城（ふどうがだけじょう）は、鳥取県日野郡日野町にあった日本の城。黒坂から滝山神社に向かう途中、左手の山上、岩壁が露出する場所が城跡である。

## 歴史
『陰徳太平記』によると大永4年（1524年）、大永の五月崩れによって尼子氏領となる。永禄7年（1564年）、毛利方の三村家親、香川光景らが、尼子氏の本拠地月山富田城の後背地である当城を攻めた。尼子義久は家臣の福山肥後守に命じ、不動ガ嶽麓の如来堂に夜討ちをしかけたが、撃退できず退く。当城は毛利氏に落ち、永禄9年（1565年）には尼子氏も滅ぶことになる。この後、三村家親は法勝寺城に移ったと伝えられる。
『伯耆誌』には「この岳の頂に方5丈許の岩窟あり、その中平にして筵（むしろ）56枚ばかり敷くべし。そこに不動明王の木像を安置す。巡礼者の参籠するところなり。天文の頃までは坊舎も多かりし地なりとぞ」とあり、信仰の対象でもあったことがうかがえる。